# Чорний грім (фільм)
«Чорний грім» (англ. Black Thunder) — американський бойовик.

## Сюжет
Весь Пентагон піднятий по тривозі: викрадений прототип нового надсекретного винищувача-невидимки, наборту якого знаходяться високотехнологічні розробки. Командування вирішує послати на пошуки літака Вінса Коннерса — військово-морського льотчика-випробувача, що вміє керувати будь-якими відомими людству літаками. Разом з напарником Коннерс відправляється до Лівії, де лівійські терористи ховають літак-невидимку.

## У ролях
- Маркус Ауреліус — Хінкль
- Кетрін Белл — Ліза
- Майкл Кавана — Барнс
- Майкл Дудікофф — Вінс
- Фредерік Форрест — Адмірал
- Джон Ф'юрі — Мур
- Лендон Холл — Ейлін
- Гері Хадсон — Жаннік
- Джон Лафаєтт — Демут
- Роберт Мадрід — Стоун
- Роберт Міранда — Рожар
- Річард Нортон — Ретер
- Дін Скофілд — капітан Джонс
- Сонні Суровік — Елайс
- Марк Ваанян — радіо оператор
- Ненсі Вален — Мела
- Джон Патрік Вайт — Вінстон